# جزیره رویال پرینسس
جزیره رویال پرینسس (به انگلیسی: Princess Royal Island) یک جزیره غیر مسکونی در کانادا است که در بریتیش کلمبیا واقع شده‌است.